# Brødrene Isaksens Patentslip

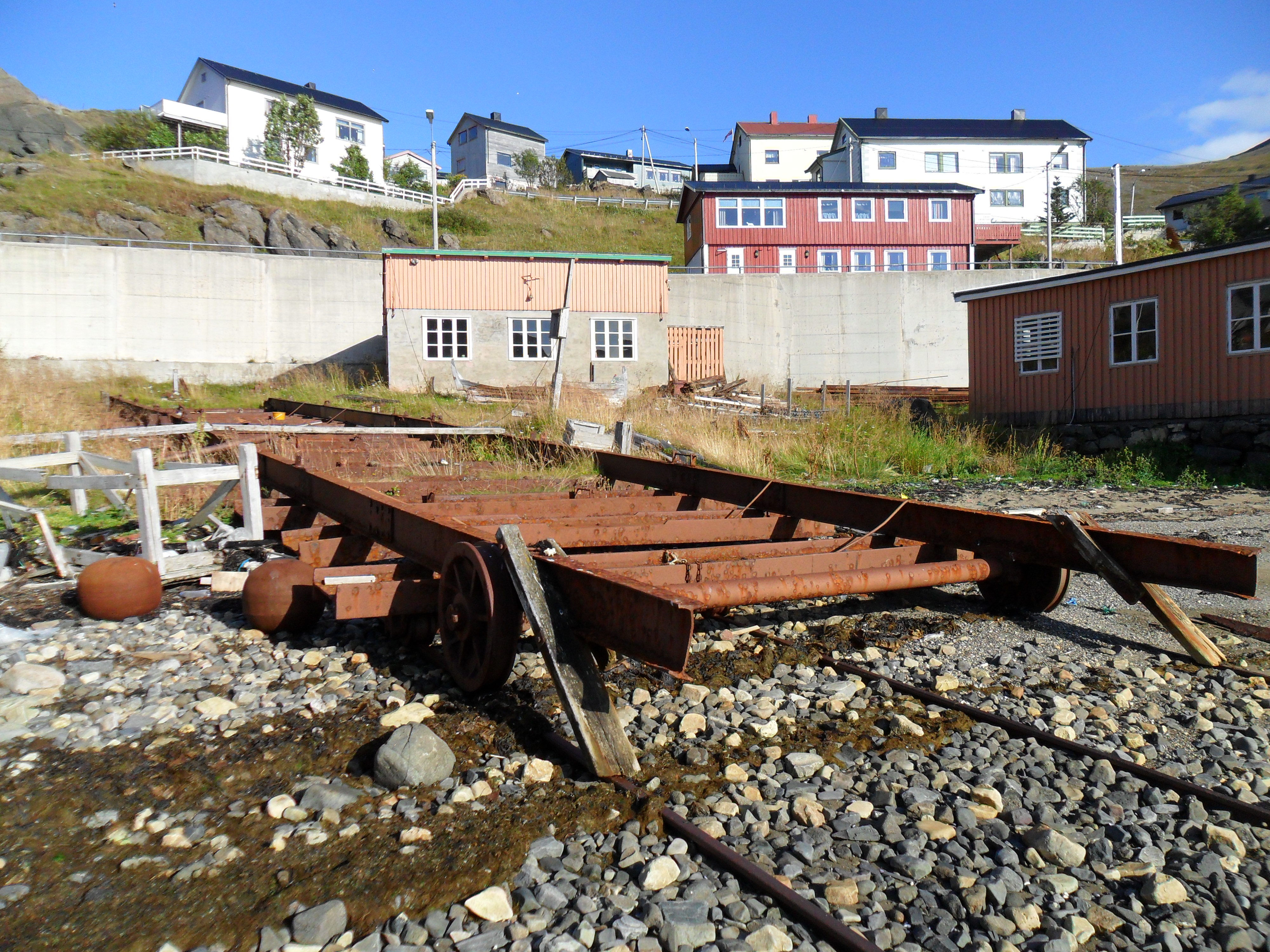
Brødrene Isaksens Patentslip.

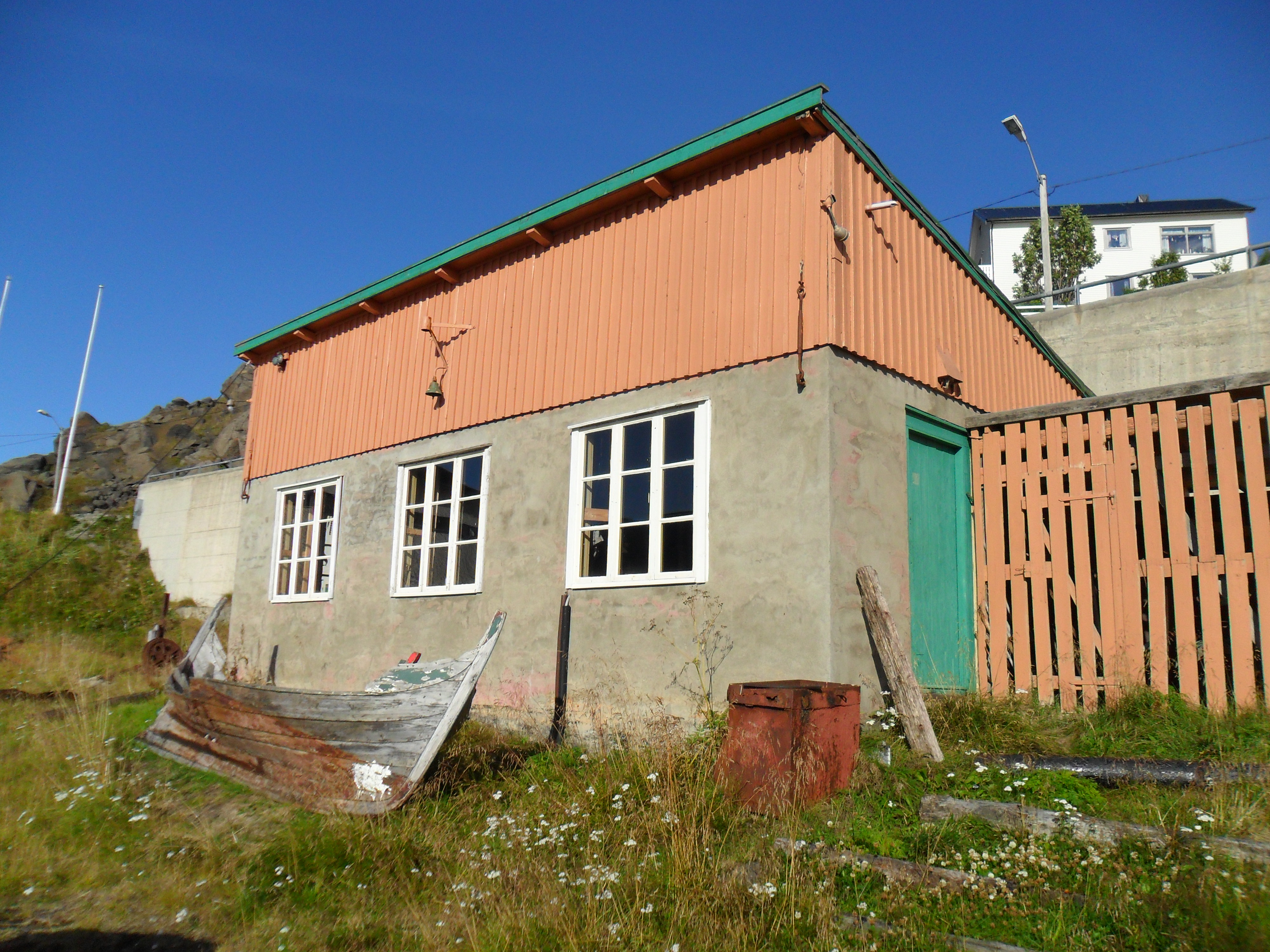
Vinschhuset.

Brødrene Isaksens Patentslip i Storbukt i Honningsvåg i Finnmark fylke är ett norskt kulturminne.
Brødrene Isaksens Patentslip A/S är ett båtvarv från återuppbyggnadstiden efter andra världskriget. Familjen Isaksen ägde ett varv som låg på samma plats före kriget sedan 1915, men som blev förstörd av den tyska armén vid dess reträtt från Finnmark. Nuvarande anläggning byggdes 1948-53 och verksamhet bedrevs från 1953 till slutet av 1980-talet av bröderna Maurits och Kåre Isaksen i den tredje generationen av familjen. Renovering av anläggningen pågår sedan 2004. Bostadsdelen färdigrestaurerades sommaren 2010, varefter arbete fortsatt med slipen, som består av själva slipen med slipspel och slipvagn, vinschhus på omkring 45 kvadratmeter samt en av tidigare tre verkstadsbyggnader i en barack på omkring 212 kvadratmeter. Denna barack användes i första början som förläggning under den första anläggningsfasen.
Slipen kunde dra upp fartyg på upp till 70 fot. Anläggningen är delvis öppnad för allmänheten. Brødrene Isaksens Patentslipp är kulturminne sedan 1993 och förvaltas av Nordkappmuseet i Honningsvåg.